# Timanites
Timanites es un género de foraminífero bentónico de la subfamilia Schwagerininae, de la familia Schwagerinidae, de la superfamilia Fusulinoidea, del suborden Fusulinina y del orden Fusulinida. Su especie tipo es Triticites domesticus. Su rango cronoestratigráfico abarcaba desde el Asseliense superior hasta el Artinskiense inferior (Pérmico inferior).

## Discusión
Clasificaciones más recientes incluyen Timanites en la superfamilia Schwagerinoidea, y en la subclase Fusulinana de la clase Fusulinata. Algunas clasificaciones han incluido Monodiexodina en la subfamilia Monodiexodininae.

## Clasificación
Timanites incluye a la siguiente especie:
- Timanites domesticus †